# Umberto Vattani
Umberto Vattani (Skopje, 5 dicembre 1938) è un diplomatico italiano, l'unico nella storia della Repubblica Italiana ad aver rivestito per due volte la carica di Segretario generale del Ministero degli affari esteri.
Inoltre è stato l'ultimo presidente dell'Istituto nazionale per il Commercio Estero fino alla sua trasformazione in Agenzia ICE nel 2011.

## Studi
Nato il 5 dicembre 1938 a Skopje (allora Regno di Jugoslavia), da una famiglia di funzionari diplomatici del Ministero degli Affari Esteri, ha studiato in Francia, in Inghilterra, in Germania e nel Connecticut (Stati Uniti), alla Wesleyan University, con una borsa di studio Fulbright.
Nel 1960 ha conseguito la laurea in giurisprudenza all'Università degli Studi di Roma "La Sapienza" e nel 1962, presso la stessa università, la laurea in Scienze Politiche. entrambe con 110 e lode.
Nel 1961, a seguito di concorso nazionale, fu assunto alla Banca d’Italia, ed assegnato all'Ufficio Studi. L'anno dopo, vince il concorso per Diplomatici al Ministero degli Esteri ed entrò nella carriera diplomatica.

## Carriera diplomatica

### Primi incarichi al Ministero degli Esteri (1963-1965)
Al Ministero degli Esteri viene assegnato al Contenzioso Diplomatico, dove svolge diversi incarichi. Le prime esperienze lo portarono a New York alla rappresentanza italiana presso l'Organizzazione delle Nazioni Unite (1963-1965):
- membro della delegazione italiana alla conferenza delle Nazioni Unite sulle Relazioni Consolari, Convenzione di Vienna del 24 aprile 1963;
- partecipa ai negoziati per la creazione di una società di Diritto Europeo per la gestione del traforo del Montebianco;
- membro della delegazione per il negoziato di un accordo di Cooperazione Giudiziaria con l’Iran;
- partecipa a New York ai lavori dell’Assemblea Generale dell’ONU del 1963;
- membro del Sottocomitato Minoranze delle Nazioni Unite nel febbraio del 1964;
- interviene per la soluzione delle controversie legate alle gare internazionali e le infrastrutture Nato;
- partecipa ai lavori alle Nazioni Unite dal settembre 1965 per tutto il periodo della Presidenza dell’Assemblea Generale di Amintore Fanfani.

### Incarichi all'estero (1966-1975)
Trasferito a Parigi alla rappresentanza italiana presso l'OCSE (1966-1969).
Partecipa ai lavori dei dieci Comitati Scientifici incaricati di individuare le cause del divario tecnologico dell’Europa rispetto agli Stati Uniti.
Trasferito successivamente all’Ambasciata d’Italia a Londra dal 1969 al 1974, segue i negoziati per l’adesione della Gran Bretagna su incarico dell’ambasciatore Raimondo Manzini.
Incaricato di missioni a Bruxelles per informare il Ministro degli Esteri Aldo Moro sulla posizione Britannica. Al termine dei negoziati riceve un encomio solenne del Ministro Aldo Moro.
Segue i negoziati della conferenza sulla sicurezza e sulla integrazione in Europa a Ginevra (CSCE) tra il 1973 e il 1975.

### Nuovi incarichi a Roma (1975-1980)
Richiamato a Roma nel 1975 presta servizio fino al 1978 in qualità di Vice Capo di Gabinetto al Ministero degli Affari Esteri (Ministri Mariano Rumor e Arnaldo Forlani) dove segue i rapporti con il Parlamento.
Fa adottare il primo Regolamento per la concessione dei passaporti diplomatici e ne rinnova il formato.
Durante il primo Governo di Francesco Cossiga, viene nominato Capo di Gabinetto del Ministro della Ricerca Scientifica e Tecnologica (1978-1980): negozia l’ingresso dell’Italia nello nell'European Southern Observatory (ESO), assicurandole posizioni di rilievo quali quella di Franco Pacini, Presidente del Consiglio dell’ESO tra il 1991 e il 1993 e Giancarlo Setti, Capo della Divisione Scientifica dal 1982 al 1989.
In occasione della nomina di Hervig Schopper a Direttore Generale del Cern (1981-1988), ottiene la nomina di due fisici italiani alle due più importanti direzioni – Emilio Picasso per la costruzione del LEP – Large Electron-Positron Collider, e Giorgio Brianti per la gestione e la supervisione di tutti gli impianti del Centro.
Negozia un accordo all’ESA European Space Agency per il recupero dei fondi spettanti all’Italia che erano stati dirottati ad altri paesi.

### Anni ottanta e novanta
Tra il 1980 e il 1981 Vattani è stato capo segreteria del Presidente del Consiglio Arnaldo Forlani, e in seguito ministro plenipotenziario all'Ambasciata d'Italia a Londra (1982-1986). Nel 1986 rientrò a Roma per assumere l'incarico di consigliere diplomatico dei Presidenti del Consiglio Ciriaco De Mita e Giulio Andreotti (1988-1992) e fu nominato sherpa per i vertici G7.
L'8 giugno 1992 viene nominato Ambasciatore d'Italia in Germania a Bonn, rimase per quattro anni in Germania (1992-1996).
Nel 1993 Vattani viene sfiorato dall'inchiesta giudiziaria Mani pulite, venendo interrogato a Milano dal PM Antonio Di Pietro, per la vicenda delle tangenti ENI per l'acquisto di gas dall'Algeria. Il nome di Vattani, allora consigliere diplomatico di Andreotti, viene fatto dall'amministratore delegato dell'ENI Gabriele Cagliari, ma la vicenda non avrà seguito, anche per il suicidio in carcere dello stesso Cagliari.
Di nuovo a Roma, svolse le funzioni di capo di gabinetto del Ministro degli affari esteri Lamberto Dini nel governo Prodi I. Risale ad allora l'inizio degli scontri con Piero Fassino, al tempo sottosegretario agli Affari Esteri con delega alle politiche comunitarie. Fassino, infatti, accusò Vattani di influenzare nomine e promozioni dei diplomatici.

### Segretario Generale Ministero degli Affari Esteri
Il 1º settembre 1997 viene nominato dal governo Prodi I segretario generale del Ministero degli affari esteri, per la prima volta in sostituzione di Boris Biancheri, l'incarico più importante per un diplomatico alla Farnesina (1997-2001), nonostante le perplessità del centro-sinistra.
Nel 1999 ideò la "Collezione di Arte Contemporanea Italiana alla Farnesina" con oltre 180 opere in «comodato» da parte di artisti e collezionisti italiani da esporre in occasione di incontri diplomatici o al seguito delle delegazioni italiane all'estero. L'esposizione della collezione che comprende opere che rappresentano l'arte italiana dell'ultimo secolo a partire dal Futurismo all'arte contemporanea ha ottenuto ampi consensi internazionali. La collezione nel corso degli anni si ampliò notevolmente attraverso un percorso espositivo nelle sale del Ministero e viaggiando in tutto il mondo attraverso gli Istituti italiani di cultura all'estero. Al riguardo Vattani dichiarò: "Facciamo in modo che il ministero italiano degli Esteri diventi una vetrina dell'arte italiana soprattutto del Novecento perché quest'arte non deve essere relegata solo al passato".
Nel 2000, sotto il suo impulso, fu approvata dal governo e dal Parlamento una riforma del Ministero degli Affari Esteri che, tra le altre cose, creava la Direzione generale per l'integrazione europea. Nello stesso anno l'operato di Vattani fu attaccato da Gian Giacomo Migone, presidente della Commissione Esteri del Senato, a seguito della bocciatura dell'Italia nell'elezione dei membri non permanenti del Consiglio di Sicurezza delle Nazioni Unite e dopo le gaffe su Israele dell'ambasciatore italiano all'ONU, Sergio Vento. Secondo Migone, Vattani avrebbe «accentrato pericolosamente tutto il potere» commettendo errori «gravissimi» e prendendo decisioni che, in assenza di una copertura di Dini, lo avrebbero dovuto portare «ad andarsene via». Tra queste, le lettere inviate ai responsabili dei ministeri degli Esteri di Estonia e Lituania, chiedendo il voto favorevole per il seggio non permanente all'ONU e minacciando in caso contrario la chiusura delle sedi diplomatiche italiane. Sempre secondo Migone, nella riforma del ministero Vattani «ha stravolto l'impianto disegnato dai suoi predecessori portando a 12 le direzioni generali e chiamando a lavorare nel suo ufficio ben 19 funzionari».
Nel 2001, in uno degli ultimi consigli dei ministri del governo Amato, Piero Fassino, diventato Ministro della giustizia, si scaglia contro le nomine presentate dal ministro degli Esteri Lamberto Dini: tra queste, vi è l'incarico di ispettore generale della Farnesina assegnato ad Alessandro Vattani, suo fratello. Secondo Fassino, è Vattani «il vero artefice delle nomine», autore di una «ossessiva pressione» nei confronti del ministro Dini, ma soprattutto riferimento del Polo delle Libertà alla Farnesina, «perché è chiara a tutti la sua linea politica». Al termine del Consiglio dei ministri, le nomine ottengono ugualmente la fiducia tecnica del governo.
Nel 2001, all'epoca del G8 di Genova, Vattani era segretario generale della Farnesina e gestore dell'evento. Vattani affida a Georges Poulides, armatore greco presidente della Festival crociere, l'appalto per le navi che ospiteranno i rappresentanti internazionali partecipanti al G8, per un totale di 6,5 miliardi di lire. Vattani stesso aveva fondato, in occasione dell'evento mondiale e per l'amicizia che lo legava a Georges Poulides, la "Fondazione Festival", ricoprendone la carica di presidente. La Festival Crociere fallisce pochi mesi dopo, con un crack da 800 milioni di euro, 300 lavoratori licenziati, 260 imprese non pagate per le forniture, una ventina di banche con crediti non saldati, migliaia di turisti che chiedono inutilmente il rimborso degli anticipi versati. Tali eventi hanno costituito nel 2005 materia di un'interrogazione parlamentare da parte del senatore Francesco Martone.
In seguito istituì il «Premio New York» che entrò a ruolo nel 2002 che si occupava di assegnare quattro borse di studio alla Columbia University di New York.

### Rappresentante permanente presso l'UE
Con l'avvento del governo Berlusconi II nel 2001, Vattani fu inizialmente indicato come possibile ministro degli Esteri. Quando Berlusconi gli preferì infine Renato Ruggiero, questi lo sostituì alla Segreteria generale con il collega Giuseppe Baldocci, ed inviò Vattani a Bruxelles (2001-2003) quale Rappresentante permanente d'Italia presso l'Unione europea, nel periodo della Presidenza italiana della Commissione europea di Romano Prodi.
Sulla questione del mandato di cattura europeo, Vattani si scontrò con il ministro degli Esteri Renato Ruggiero, europeista convinto, che gli rimprovera di essere troppo vicino alle posizioni dei ministri di Interni e Giustizia, Scajola e Castelli, contrari alla misura europea. Di nuovo il nome di Vattani venne fatto come possibile ministro degli Esteri a seguito delle dimissioni di Ruggiero, ma Berlusconi gli preferì infine Franco Frattini.
Nel 2003 Vattani venne coinvolto nell'inchiesta iniziata dal PM di Potenza Henry John Woodcock sulla cordata imprenditoriale E.Noi, volta a commercializzare il gas tunisino in Italia. Il suo nome veniva fatto nelle telefonate intercettate tra gli imprenditori Gianni Pilo, Carlo Lancella e Roberto Petrassi, riguardo presunti favori (uno dei soci dell'affare tunisino, Roberto Marraffa, sarebbe stato inserito tra i consulenti del governo italiano per la ricostruzione in Iraq) e relativi compensi (una percentuale per Vattani sull'affare del gas), ed è verificato un incontro tra Vattani e tali imprenditori il 20 febbraio 2003 all'Harry's Bar di Via Veneto. Il giudice per le indagini preliminari respinse la richiesta di arresto di Vattani, fatta da Woodcock, e inoltrò il fascicolo alla Procura di Roma, dove fu archiviato.
A seguito delle intercettazioni svolte per l'inchiesta E.noi, viene rilevato che nel periodo belga Vattani spese in totale circa 25.000 € per effettuare dai telefoni di servizio 264 chiamate private – della durata complessiva di 52 ore e 26 minuti – verso alcune sue collaboratrici, una delle quali lo ha successivamente denunciato per molestie sessuali. Vattani è stato condannato nel 2009 in primo grado a 2 anni e otto mesi di reclusione per peculato, con le attenuanti generiche e i benefici dell'indulto, mentre l'accusa di molestie è stata archiviata. Assieme a Vattani è stato condannato il contabile della sede diplomatica per falso e favoreggiamento. Successivamente Vattani è stato assolto dalla Cassazione, che ha annullato la sentenza..

### Ritorno a Segretario generale agli Esteri
Nel 2004, a seguito del collocamento a riposo dell'ambasciatore Baldocci, Vattani fu nominato per la seconda volta segretario generale del Ministero degli Affari Esteri, sino al giugno 2005.
Nell'aprile 2004, a seguito dell'uccisione di Fabrizio Quattrocchi in Iraq, Vattani viene indicato dal quotidiano Europa come responsabile per non aver adeguatamente informato l'allora ministro degli esteri Franco Frattini, in quel momento in televisione a Porta a Porta, mentre già le agenzie battevano la notizia della morte dell'ostaggio, e di non aver allertato l'Unità di crisi della Farnesina per informare la famiglia, che viene a conoscenza del fatto tramite la televisione.

### Presidente ICE (2005-2011)
Nel 2005 Vattani è stato nominato dal Consiglio dei Ministri presidente dell'Istituto nazionale per il Commercio Estero e nel 2009 riconfermato per un secondo mandato fino alla soppressione dell'Ente con L. 111 del 15 luglio 2011.
Sotto la sua Presidenza l'ICE è intervenuta per la prima volta nel campo del restauro, patrocinando i lavori per il recupero del Portale monumentale della Fortezza di Pietro il Grande a San Pietroburgo e il restauro della Torre dell'Orologio del Palazzo di Dolmabahçe di Istanbul. 
Nel corso della sua carriera, Vattani si è adoperato per favorire la collocazione di opere di artisti italiani nei luoghi-simbolo della comunità internazionale: la Nereide di Emilio Greco in Carlos Place, a Londra; la scultura equestre Zenith di Mimmo Paladino al Parlamento europeo e il Grande albero di Mario Rossello davanti alla sede della Commissione europea a Bruxelles; la Grande sfera di Arnaldo Pomodoro davanti al Palazzo delle Nazioni Unite a New York; la scultura equestre Il miracolo di Marino Marini a Berlino; il Colpo d'ala di Arnaldo Pomodoro a Los Angeles; la Doppia bifrontale di Pietro Consagra davanti alla sede principale del Parlamento europeo a Strasburgo; il Disco solare di Arnaldo Pomodoro a Mosca.

### Altri incarichi
È presidente della Fondazione Italia Giappone e direttore generale della Fondazione Italia USA. È presidente della Venice International University. È stato presidente di Sviluppo Italia Sicilia fino al 2012.

## Vita familiare
Umberto Vattani ha due figli, Mario ed Enrico, che hanno seguito le orme del padre ed è sposato con Isabella Vattani.  Mario Vattani nel 1991 ha intrapreso la carriera diplomatica ed è Ambasciatore d'Italia a Singapore e Commissario Generale di sezione dell'Italia dell'EXPO di Osaka 2025. Enrico Vattani è Consigliere di ambasciata e Capo dell'ufficio degli Affari Economici a Tokyo.